# San Lameer Golf Club
De San Lameer Golf Club is een golfclub in Southbroom, Zuid-Afrika. De club is opgericht in 1992 en heeft een 18-holes golfbaan met een par van 72.
De golfbaan is ontworpen door golfbaanarchitect Peter Matkovich. De golfbaan ligt niet ver van de kust van de Indische Oceaan en is bijna volledig omgeven door lokale hotelresorts.

## Golftoernooien
- South African Masters: 1996 & 1997
- South African Women's Open: 2014